# Augustin Kramann
Clemens-August "Augustin" Kramann (* 11. Februar 1950 in Hildesheim, Niedersachsen) ist ein deutscher Theater- und Film-Schauspieler, Regisseur und Radiomoderator. Als Ogysst ist Kramann durch Vorträge eigener Gedichte bekannt, veröffentlicht auch in zwei Gedichtbänden.

## Leben
Kramann wuchs in Hildesheim als fünftes von sechs Geschwistern von Chefarzt Heinrich Kramann (St. Bernwardskrankenhaus) und seiner Frau Annemarie auf. Seine Schulzeit verbrachte er überwiegend in Internaten, kehrte aber in der Oberstufe zurück nach Hildesheim und besuchte das Gymnasium bis zum Abitur. Seine Leidenschaft galt früh der Schauspielerei, jedoch entsprach er zunächst dem Wunsch seines Vaters, ein Studium zu absolvieren. Er studierte Pharmazie und arbeitete als Apotheker und Dozent.
Dem bürgerlichen Leben entfliehend, schloss sich Kramann einer internationalen Theatergruppe an mit Auftritten überwiegend in Spanien. Von 1979 bis 1982 nahm er Schauspielunterricht am Theatre de la Gonde, Paris. 1995 besuchte er einen Hollywood Acting Workshop, in Los Angeles und studierte von 1998 bis 2001 Regie und Schauspiel an der 'GITIS' Schauspielakademie Moskau. Neben festen Engagements am Theater in Trier und Esslingen wirkte Augustin Kramann in deutschen Filmen mit.
Obwohl im Ruhestand, arbeitet Kramann weiterhin als Radio-Moderator, Gestalter von Lyrik-Abenden sowie als Filmschauspieler.

## Filmografie

### Kino
- 1995 Das Leben danach – Himmlische Aussichten
- 1996 Menateus
- 2004 Singe den Zorn – Homers Ilias in Troia
- 2007 Lunik

### Fernsehen
- 1997: Ein Fall für zwei (Fernsehserie, Episode Der kalifornische Traum)
- 1999: Wie war ich, Doris? (Fernsehserie, Episode Achtung, die Genossen kommen)
- 1999: Alarm für Cobra 11 – Die Autobahnpolizei (Fernsehserie, Episode Tödliche Ladung)
- 2000: Die Cleveren (Fernsehserie, Episode Der Fetischist)
- 2001: Im Namen des Gesetzes (Fernsehserie, Episode Der kalte Tod)
- 2002: Küstenwache (Fernsehserie, Episode Möweninsel)
- 2003: Alltag (Fernsehfilm)
- 2004: In aller Freundschaft (Fernsehserie, Episode Außer Rand und Band)
- 2005: Schloss Einstein (Fernsehserie, Gastrolle)
- 2006: Gute Zeiten, schlechte Zeiten (Fernsehserie, Gastrolle)
- 2007: Verbotene Liebe (Fernsehserie, Gastrolle)
- 2008: SOKO Wismar (Fernsehserie, Episode Bibelstunde)
- 2008: Unter uns (Fernsehserie, eine Folge)
- 2009: Polizeiruf 110 – Tod im Atelier (Fernsehreihe)
- 2009: Die Rosenheim-Cops (Fernsehserie, Episode Ein fast perfekter Plan)
- 2010: Allein gegen die Zeit (Fernsehserie)